# Catholica commissio
A Catholica Commissio-t, azaz a Katolikus Bizottságot Mária Terézia hozta létre 1767-ben. Létrehozása törvénytelen volt, mivel az Erdélyi Római Katolikus Státus jogait bitorolta. Feladata az elkobzott jezsuita vagyon kezelése volt, ebből finanszírozták az árvaházakat, a tanulmányi-ösztöndíj alapot, a tanítók nyugdíjalapját. 1873-ban megszűnt, helyébe az Erdélyi Római Katolikus Státus Igazgatótanácsa lépett.